# Seznam kubanskih raperjev
Seznam kubanskih raperjev.

## B
- B Real

## C
- Cuban Link

## D
- Don Dinero

## F
- Fat Joe

## G
- Gregor Fartek

## H
- Hiram »Ruzzo« Riveri

## P
- Pitbull

## R
- Roldán González

## S
- Sen Dog

## Y
- Yotuel Romero